# Melanchroia pylotis
Melanchroia pylotis är en fjärilsart som beskrevs av Fabricius 1787. Melanchroia pylotis ingår i släktet Melanchroia och familjen mätare. Inga underarter finns listade i Catalogue of Life.